# Florence (condado de Florence)
Florence es un lugar designado por el censo ubicado en el condado de Florence en el estado estadounidense de Wisconsin. En el Censo de 2010 tenía una población de 592 habitantes y una densidad poblacional de 128,2 personas por km².

## Geografía
Florence se encuentra ubicado en las coordenadas 45°55′30″N 88°15′10″O / 45.92500, -88.25278. Según la Oficina del Censo de los Estados Unidos, Florence tiene una superficie total de 4.62 km², de la cual 4.41 km² corresponden a tierra firme y (4.43%) 0.2 km² es agua.

## Demografía
Según el censo de 2010, había 592 personas residiendo en Florence. La densidad de población era de 128,2 hab./km². De los 592 habitantes, Florence estaba compuesto por el 97.64% blancos, el 0% eran afroamericanos, el 1.86% eran amerindios, el 0% eran asiáticos, el 0% eran isleños del Pacífico, el 0% eran de otras razas y el 0.51% pertenecían a dos o más razas. Del total de la población el 0.84% eran hispanos o latinos de cualquier raza.